# 아시다
아시다(아랍어: عصيدة)는 리비아, 알제리, 튀니지 등 마그레브 지역에서 먹는 음식이다. 포리지와 비슷한 걸쭉한 음식으로, 버터/버터기름와 꿀/대추야자 꿀을 곁들이거나, 토마토 소스를 곁들여 손으로 먹는다. 마울리드나 이드 알피트르 같은 이슬람 명절에 즐겨 먹는 음식이다.

## 사진 갤러리

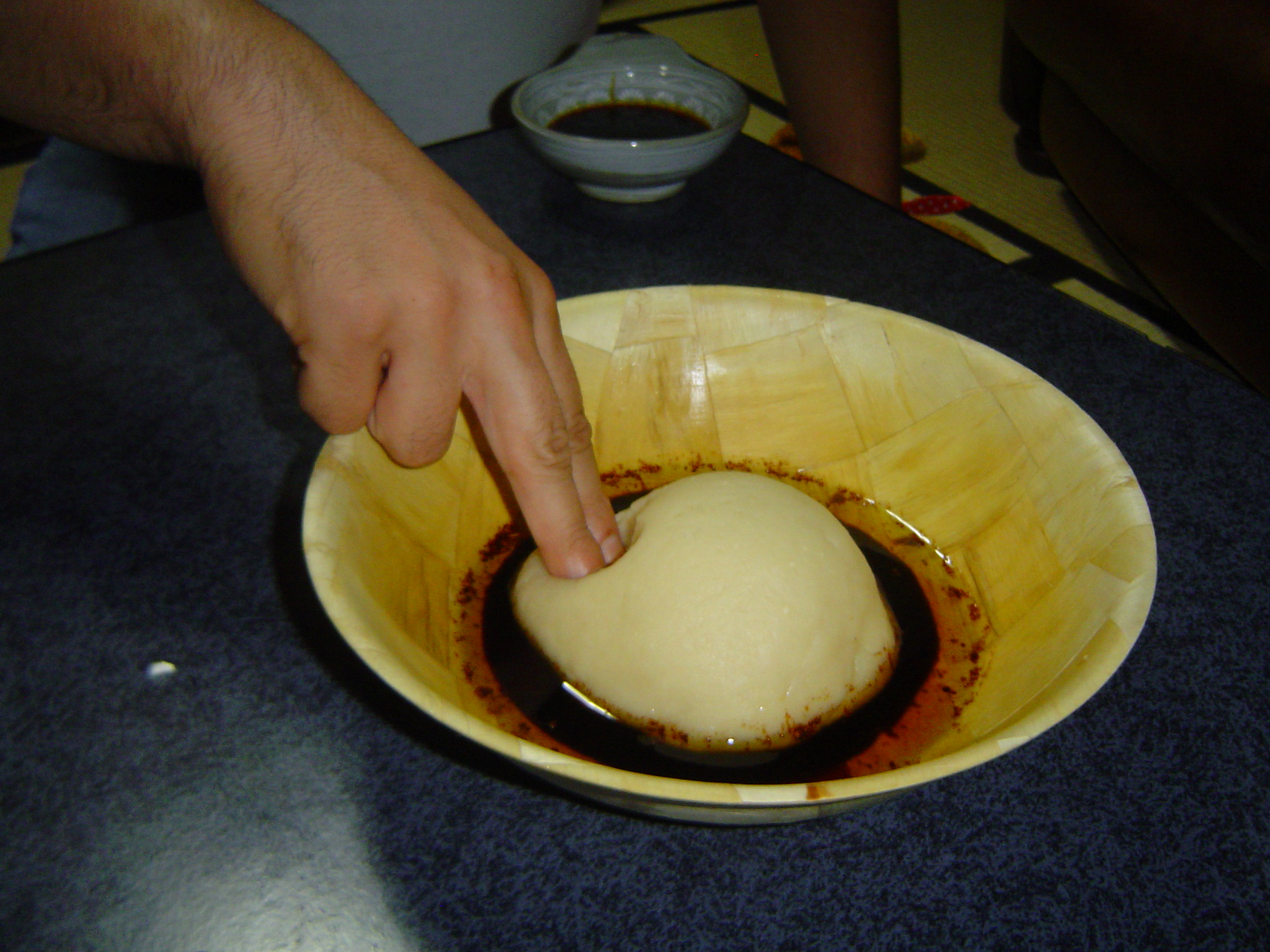
대추야자 꿀과 버터기름을 곁들인 리비아의 아시다
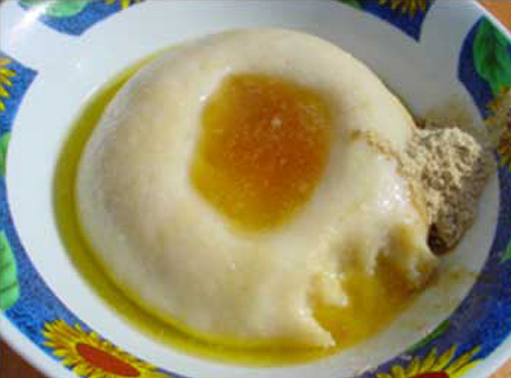
꿀과 녹인 버터를 곁들인 리비아의 아시다
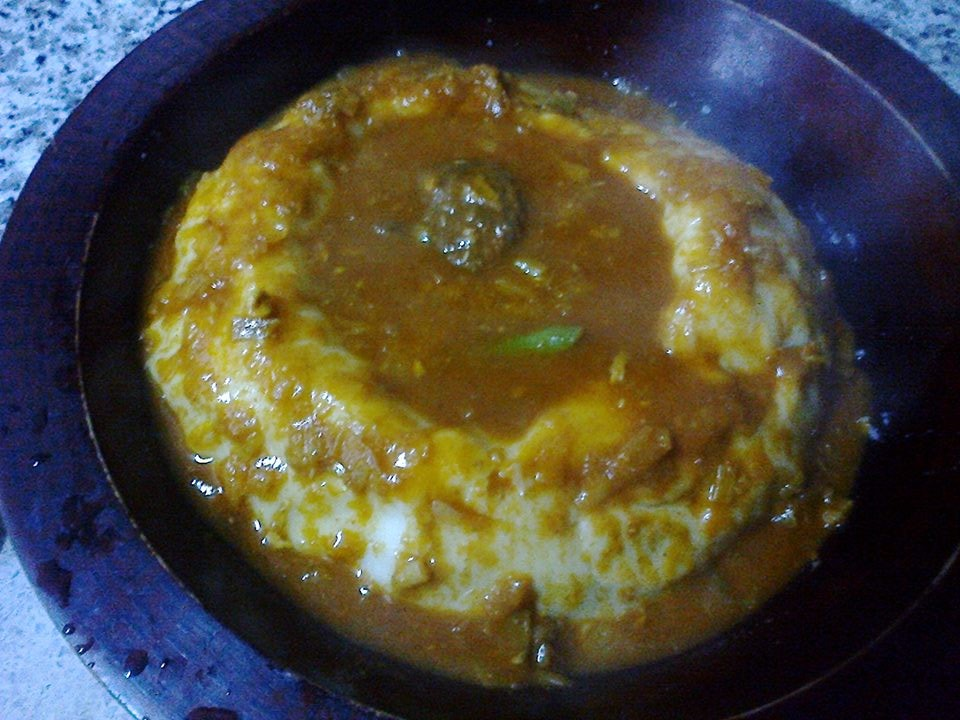
매운 토마토 소스를 곁들인 튀니지의 아시다

## 같이 보기
- 스왈로
- 아리카